# 굴스퐁시

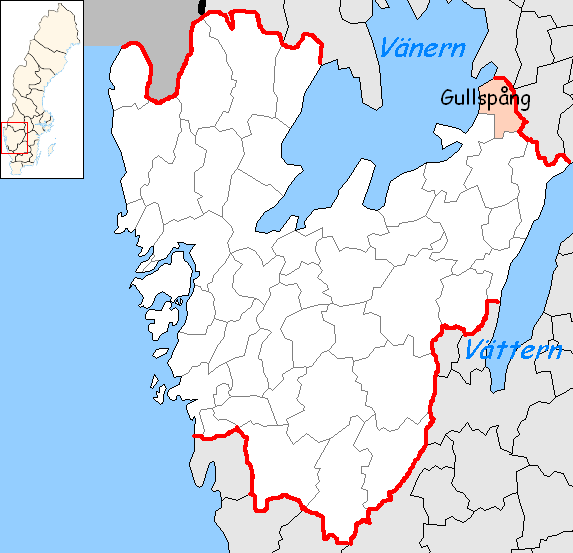
굴스퐁 시의 위치

굴스퐁시(스웨덴어: Gullspångs kommun)는 스웨덴 베스트라예탈란드주에 위치한 지방 자치체로 행정 중심지는 굴스퐁, 호바이며 면적은 554.95km2, 인구는 5,307명(2016년 12월 31일 기준), 인구 밀도는 9.6명/km2이다.

시 문장